# Kanton Satillieu

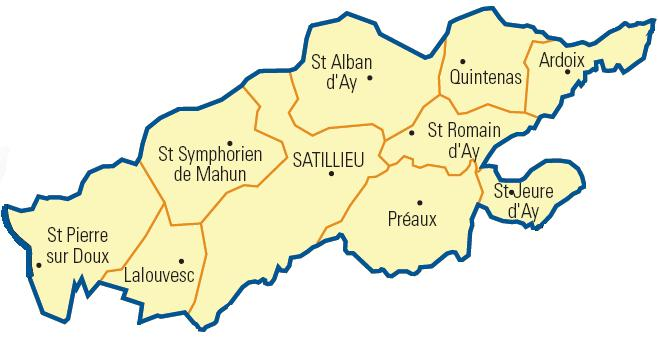
Kanton Satillieu

Der Kanton Satillieu war bis 2015 ein französischer Wahlkreis im Arrondissement Tournon-sur-Rhône, im Département Ardèche und in der Region Rhône-Alpes; sein Hauptort (frz.: chef-lieu) war Satillieu. Die landesweiten Änderungen in der Zusammensetzung der Kantone brachten im März 2015 seine Auflösung.
Der Kanton Satillieu war 172,33 km² groß und hatte 8396  Einwohner (Stand 2012).

## Gemeinden
| Gemeinde                  | Einwohner (Stand: 2022) | Code postal | Code Insee |
| ------------------------- | ----------------------- | ----------- | ---------- |
| Ardoix                    | 1302                    | 07290       | 07013      |
| Lalouvesc                 | 383                     | 07520       | 07128      |
| Préaux                    | 706                     | 07290       | 07185      |
| Quintenas                 | 1750                    | 07290       | 07188      |
| Saint-Alban-d’Ay          | 1396                    | 07790       | 07205      |
| Saint-Jeure-d’Ay          | 497                     | 07290       | 07250      |
| Saint-Pierre-sur-Doux     | 110                     | 07520       | 07285      |
| Saint-Romain-d’Ay         | 1168                    | 07290       | 07292      |
| Saint-Symphorien-de-Mahun | 117                     | 07290       | 07299      |
| Satillieu                 | 1502                    | 07290       | 07309      |